# Viano (Brusio)

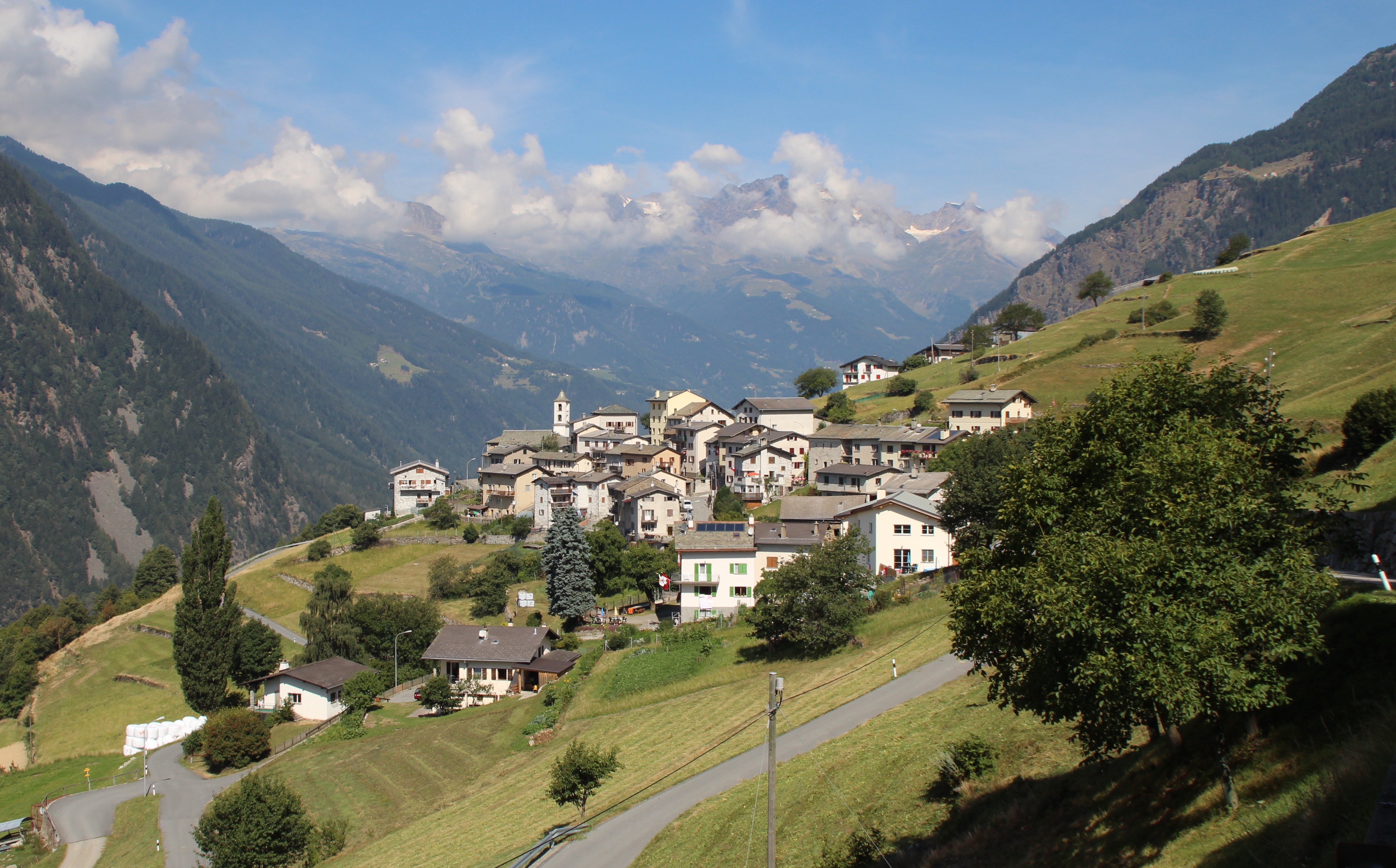
Viano, Blick nach Norden

Viano ist eine Ortschaft der Schweizer Gemeinde Brusio im Kanton Graubünden im Puschlav (it. Val Poschiavo) auf 1281 m ü. M. Ersturkundlich bezeugt ist sie 843 als Milvianum, 1187 wird sie unter dem Namen Vian geführt.

## Geographie
Viano liegt auf einer Sonnenterrasse der linken Talseite nahe der italienischen Grenze und ist dank zwei Restaurants/Pensionen eine beliebte Zwischenstation für Touristen auf dem Wanderweg Poschiavo-San Romerio-Viano-Tirano.